# Ренчишів
Ренчишів, місцева назва Ренчішів, Ренчішов (словац. Renčišov) — село в Словаччині, Сабинівському окрузі Пряшівського краю. Розташоване в північно-східній частині Словаччини в Шариській височині, гірському масиві Бахурень у вузькій долині місцевого потока.
Уперше згадується у 1389 році.
У селі є греко—католицька церква свв. Козми і Дем'яна з 1828 року.
В кадастрі села знаходиться відомий ареал гірськолижного спорту «Буче», клімат якого ідентичний з високотатранським.

## Населення
| Рік:            | 1993 | 2003    | 2013    | 2023    |
| --------------- | ---- | ------- | ------- | ------- |
| Кількість осіб: | 185  | 173     | 183     | 176     |
| Різниця:        |      | -6,48 % | +5,78 % | -3,82 % |

| Рік:            | 2022 | 2023    |
| --------------- | ---- | ------- |
| Кількість осіб: | 175  | 176     |
| Різниця:        |      | +0,57 % |

У селі проживає 180 осіб.
Національний склад населення (за даними останнього перепису населення — 2001 року):
- словаки — 83,72%,
- цигани — 10,47%,
- українці — 1,16%,
- русини — 1,16%.

Склад населення за приналежністю до релігії станом на 2001 рік:
- греко-католики — 73,84%,
- римо-католики — 22,67%,
- не вважають себе вірянами або не належать до жодної вищезгаданої конфесії — 3,49%.